# Kishangarh (stato)
Lo Stato di Kishangarh fu uno stato principesco del subcontinente indiano, avente per capitale la città di Kishangarh.

## Storia

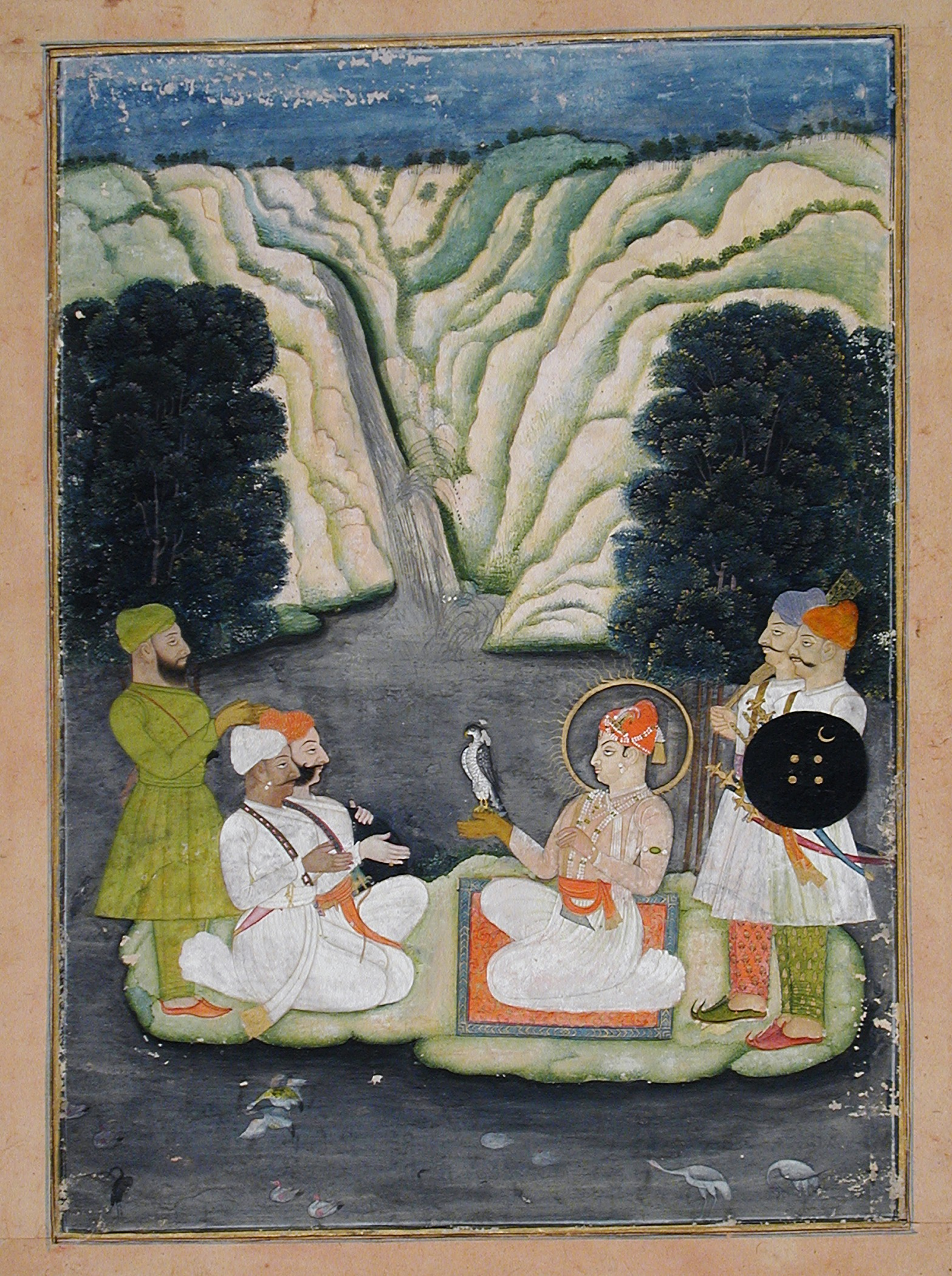
Il maharaja Kalyan Singh di Kishangarh (regnante nel 1798-1838)

I regnanti di Kishangarh appartenevano alla dinastia Rathore della famiglia Rajputs, ed erano discendenti di Udai Singh di Jodhpur, dal suo secondo figlio. Da Akbar, imperatore moghul, questi ricevette a fine Cinquecento il controllo del distretto di Hindaun (oggi nel Jaipur) e poi quello di Setholao assieme ad altri distreetti minori. Nel 1611, egli fondò la città di Kishangarh che poi diede il nome all'intero Stato. Il suo tredicesimo successore fu Kalyan Singh (1797-1832) e durante il suo regno, il 26 marzo 1818, Kishangarh passò sotto il protettorato dei britannici.
Il maharaja Madan Singh ascese al trono nel 1900 all'età di sedici anni, all'epoca di una grande carestia che colpì la popolazione del suo regno. L'amministrazione sotto di lui e dei suoi diwan (primi ministri) fu ampiamente degna di nota con l'estensione e le migliorie dell'agricoltura oltre alla costruzione di industrie per la coltivazione e la lavorazione del cotone. Venne iniziata anche una riforma sociale per scoraggiare le spese eccessive nei matrimoni.

### Governantis

#### Maharaja
- giugno 1658 - ottobre 1706  Man Singh  (n. 1655 - m. 1706)
- ottobre 1706 - aprile 1748  Raj Singh  (n. 1674 - m. 1748)
- 1748 - 1781 Bahadur Singh  (m. 1781)
- 1748 - 21 agosto 1765   Samant Singh (n. 1699 - m. 1765) (in opposizione dal 1756; dal 1756 raja di Roopnagar)
- 21 agosto 1765 - 16 maggio 1768 Sardar Singh (n. 1730 - m. 1768) (Raja di Roopnagar; reggente per Samant 1756-65)
- 1781 - 22 novembre 1788   Birad Singh (n. 1737 - m. 1788)
- 22 novembre 1788 - 5 marzo 1798 Pratap Singh (n. 1763 - m. 1798)
- 5 marzo 1798 - 22 maggio 1839 Kalyan Singh (n. 1794 - m. 1839)
- 22 maggio 1839 - 31 agosto 1841 Mohkam Singh (n. 1817 - m. 1841)
- 31 agosto 1841 - 25 dicembre 1879 Prithvi Singh  (n. 1838 - m. 1879)
- 25 dicembre 1879 - 18 agosto 1900 Sardul Singh (n. 1857 - m. 1900) (dal 1º gennaio 1892, Sir Sardul Singh)
- 18 agosto 1900 - 25 settembre 1926 Madan Singh (n. 1884 - m. 1926) (dal 1º gennaio 1909, Sir Madan Singh)
- 18 agosto 1900 - 1903   Henry Venn Cobb -Regent  (n. 1864 - m. 1949)
- Apr 1903 - 1905  Thomas Caldwell Pears -Regent (n. 1851 - m. 1921)
- 1905 - 11 dicembre 1905   Charles Herbert -Regent
- 25 settembre 1926 - 3 febbraio 1939 Yagya Narayan Singh (n. 1896 - m. 1939)
- 3 febbraio 1939 - 15 agosto 1947 Sumar Singh (n. 1929 - m. 1971) 
  - 3 febbraio 1939 -  5 giugno 1947  ... - reggente